# Фурту
Фурту́ (фр. Fourtou) — коммуна во Франции, находится в регионе Лангедок — Руссильон. Департамент коммуны — Од. Входит в состав кантона Куиза. Округ коммуны — Лиму.
Код INSEE коммуны — 11155.

## Население
Население коммуны на 2008 год составляло 57 человек.
| 1962 | 1968 | 1975 | 1982 | 1990 | 1999 | 2008 |
| ---- | ---- | ---- | ---- | ---- | ---- | ---- |
| 30   | 42   | 42   | 46   | 58   | 53   | 57   |

## Экономика
В 2007 году среди 36 человек в трудоспособном возрасте (15—64 лет) 23 были экономически активными, 13 — неактивными (показатель активности — 63,9 %, в 1999 году было 65,7 %). Из 23 активных работали 22 человека (14 мужчин и 8 женщин), безработным был 1 мужчина. Среди 13 неактивных 10 человек были пенсионерами, 3 были неактивными по другим причинам.